# Nobutoshi Kaneda
Nobutoshi Kaneda (Prefettura di Hiroshima, 16 febbraio 1958) è un ex calciatore giapponese, di ruolo centrocampista.